# 若宮三紗子
若宮三紗子（わかみや みさこ，1989年6月23日—），日本女子乒乓球运动员。香川縣出生，畢業於高瀬中学校及盡誠學園高等學校，原隸屬於日本生命保險相互會社。2018年3月退役，2021年4月起任T联赛球隊名古屋頂級女子乒乓球的主教練。

## 簡歷
2010年11月，若宮代表日本出戰廣州亞運會，參加乒乓球比賽的女子雙打（夥拍：藤井寬子）及團體項目，在女雙項目奪得銅牌。